# Sh2-138
Sh2-138 è una piccola nebulosa a emissione visibile nella costellazione di Cefeo.
Si individua nella parte meridionale della costellazione, a pochi minuti d'arco dalla stella δ Cephei; il periodo più indicato per la sua osservazione nel cielo serale ricade fra i mesi di luglio e dicembre ed è notevolmente facilitata per osservatori posti nelle regioni dell'emisfero boreale terrestre, dove si presenta circumpolare fino alle regioni temperate calde.
Sh2-138 è una regione H II compatta situata sul Braccio di Perseo alla distanza di almeno 4000 parsec (oltre 13000 anni luce), anche se alcune stime arrivano a collocarla fino a 5000 parsec (16300 anni luce) di distanza. Sebbene appaia come una semplice nebulosa ionizzata da una stella centrale, alcuni studi hanno rivelato che la sua natura è piuttosto complessa: il suo centro ospita in realtà un giovane ammasso aperto ultracompatto visibile all'infrarosso con una densità molto elevata, dominato da quattro stelle di classe spettrale O e B che ricordano il gruppo di stelle del Trapezio in Orione; la stella più massiccia del gruppo presenta delle caratteristiche assimilabili alle stelle Ae/Be di Herbig. Il sistema ricorda per complessità la Nebulosa di Orione, anche per la presenza di diversi bozzoli periferici in cui è attiva la formazione stellare, di diverse nubi molecolari situate nei dintorni e per la presenza di alcuni maser, con emissioni H2O.